# Виньегра, Мануэль
Мануэль Виньегра (исп. Manuel Viniegra García; родился 26 апреля 1988 года в Монтеррее, Мексика) — мексиканский футболист. Полузащитник.

## Клубная карьера
Виньегра родился в Монтеррее и является выпускником футбольной академии УАНЛ Тигрес. В заявку первой команды, он был включен в 2006 году в возрасте 18 лет, тренером Марио Каррильо. 10 февраля 2007 года в матче против «Сан-Луиса» состоялся дебют полузащитника в мексиканской Премьере. Это появление стало для Мануэля единственным в Клаусуре 2007. Перед началом Апертуры 2007 у «тигров» меняется тренер. Новый наставник Рубен Гальего, решил сделать ставку на других футболистов, поэтому сезон 2007/08 Виньегра провел выступая за команду дублёров. Отвоевать место в основе Мануэлю удалось только с приходом на тренерский «мостик» Рикардо Феретти. В 2009 году Виньегра выиграл свой первый трофей в составе УАНЛ Тигрес - Североамериканская суперлигу.
8 октября 2011 года в матче против УНАМ Пумас полузащитник забил свой первый гол в Примере и помог своей команде одержать крупную победу 4-1. В том же сезоне Мануэль стал чемпионом Апертуры 2011 в составе своего клуба. 
21 июля 2012 Виньегра забил свой первый гол в Апертуре 2012 в матче против «Хагуарес».
В начале 2014 года Мануэль на правах аренды перешёл в «Атланте». 6 января в матче против «Леона» он дебютировал за команду из Канкуна. В этом же поединке Виньегра забил свой первый гол за «Атланте». После возвращения в УАНЛ, Мануэль дважды стал чемпионом страны и помог команде выйти в финал Кубка Либертадорес. Летом 2017 года Виньегра был отдан в аренду в «Веракрус». 7 августа в матче против «Пуэблы» он дебютировал за новую команду.
Летом 2018 года Мануэль на правах аренды присоединился к «Хуарес». 5 августа в матче против «Дорадос де Синалоа» он дебютировал в Лиге Ассенсо.

## Международная карьера
15 августа 2012 года тренер сборной Мексики Хосе Мануэль Де ла Торре вызвал Виньегру в национальную команду для участия в товарищеском матче против сборной США. На матч Мануэль вышел в стартовом составе под номером 6, после перерыва его сменил на Эдгар Луго.

## Достижения
Командные
 УАНЛ Тигрес
- Чемпионат Мексики по футболу (3) — Апертура 2011, Апертура 2015, Апертура 2016
- Победитель Североамериканской лиги — 2009
- Финалист Кубка Либертадорес — 2015